# Kanizsai Pálfi János
Kanizsai Pálfi János, névvariáns: Paulides (Nagykanizsa, 1584 körül  – Pápa, 1641. április 9.) költő, és a Dunántúli Református Egyházkerület püspöke 1629-től haláláig.

## Élete
Tanult Komáromban, onnan 1608-ban Samarjára ment rektornak. 1609-ben beiratkozott a heidelbergi egyetemre, itt diáktársa volt többek között Pécseli Király Imre és Samarjai Máté János is. (Más forrás szerint a marburgi egyetemen tanult.) A következő évben visszatért Samarjára előző állásába. 1611-ben komáromi tanár, 1612-ben pápai lelkész lett és 1614-ben esperes. 1626-ban Németújvárra távozott lelkésznek, ahol szintén volt esperes is. 1629 márciusában. a dunántúli egyházkerület a körmendi zsinaton püspökének választotta. Amikor gróf Batthyány Ádám 1633-ban áttért a katolikus hitre, a birtokát képező Németújvárról elűzte őt, ekkor a kis-komáromi lelkészi állást foglalta el.
Elsőként ő szervezett presbitériumot hazánkban, Pápán, 1615-ben. 1630-ban az ugyanott tartott zsinattal egész kerületére nézve kötelezőnek mondatta ki presbitériumok felállítását. Mint énekszerző is jelentős lehetett, erre utal két fennmaradt éneke.

## Munkái
- De Sacramentis in genere. Heidelberg, 1609
- De Conciliis Ecclesiasticis. Heidelberg, 1609
- De vanitatibus Bell. circa controversiam de conciliis ecclesiasticis Libro I. et II. Heidelberg, 1609
- Sárvári konyháról Lethenyei Istvántól Pápára némely csemege-kivánóknak... küldetett... nyulhusnak abálása. 1613 (ismeretlen.)
- Fantom Fant az az sárvári püspöknek kozmás levelére szóló választétel. 1632 (ismeretlen.)
- Arany Temjénező. Thuribulum Aureum. Pápa, 1632. (Lobkowitz-Poppel Évának ajánlott imádságos könyv).

Üdvözlő verset írt: Bakai Gergely, Theses theologicae de ecclesia (Heidelberg, 1617) című munkájába.